# Prostomoxys saegerae
Prostomoxys saegerae är en tvåvingeart som först beskrevs av Zumpt 1969.  Prostomoxys saegerae ingår i släktet Prostomoxys och familjen husflugor.
Artens utbredningsområde är Kongo. Inga underarter finns listade i Catalogue of Life.